# Maria Anna Trancart
Maria Anna Trancart, oder Maria Anna Trancard, geb. Nency Levier oder Nancy Leviez  (* 1748; † nach 1789) war eine englisch-französische Tänzerin. Sie benutzte auch das Pseudonym Signora Lenzi oder wurde vielleicht auch nur, vor allem in Wiener Quellen, fälschlicherweise „Lenzi“ genannt.

## Leben
Nency Levier war die Tochter einer Engländerin und eines französischen Vaters; eventuell eines Mannes, der um 1740 am Londoner Drury-Lane-Theater Ballettmeister war. Marian H. Winter nimmt an, dass sie die Tochter des um 1778 verstorbenen Charles Leviez [sic!] war; allerdings schrieb Jean Georges Noverre in einem Brief an David Garrick, er habe aus Leviers [sic!] Nichte eine hervorragende Tänzerin gemacht.
Schon 1748 soll sie in Wien anlässlich der Eröffnung des Burgtheaters aufgetreten sein. Sie wurde unter Noverre, in dessen Lyoner Truppe sie sich schon 1758 befand, Tanzsolistin in Stuttgart, wo sie seit 1761 engagiert war. In Stuttgart soll sie eine Mätresse des Herzogs Carl Eugen gewesen sein. Später wechselte sie nach Wien, wo sie 1765 in Semiramis in der Titelrolle auftrat. In Wien blieb sie bis 1768. Dann wechselte sie nach einem Aufenthalt in St. Petersburg nach Venedig.
In ihrer ersten Zeit als Tänzerin trat sie unter dem Namen „Mmlle. Nency“ auf. Zu ihren Rollen gehörten damals die Medea in Médée et Jason, als die sie Joseph Uriot sah und in Description des Fêtes 1763 beschrieb, die Zauberin Armide in Renault et Armide und Iole in La Mort d'Hercule; ihr Tanzpartner war des Öfteren Gaetano Vestris. 

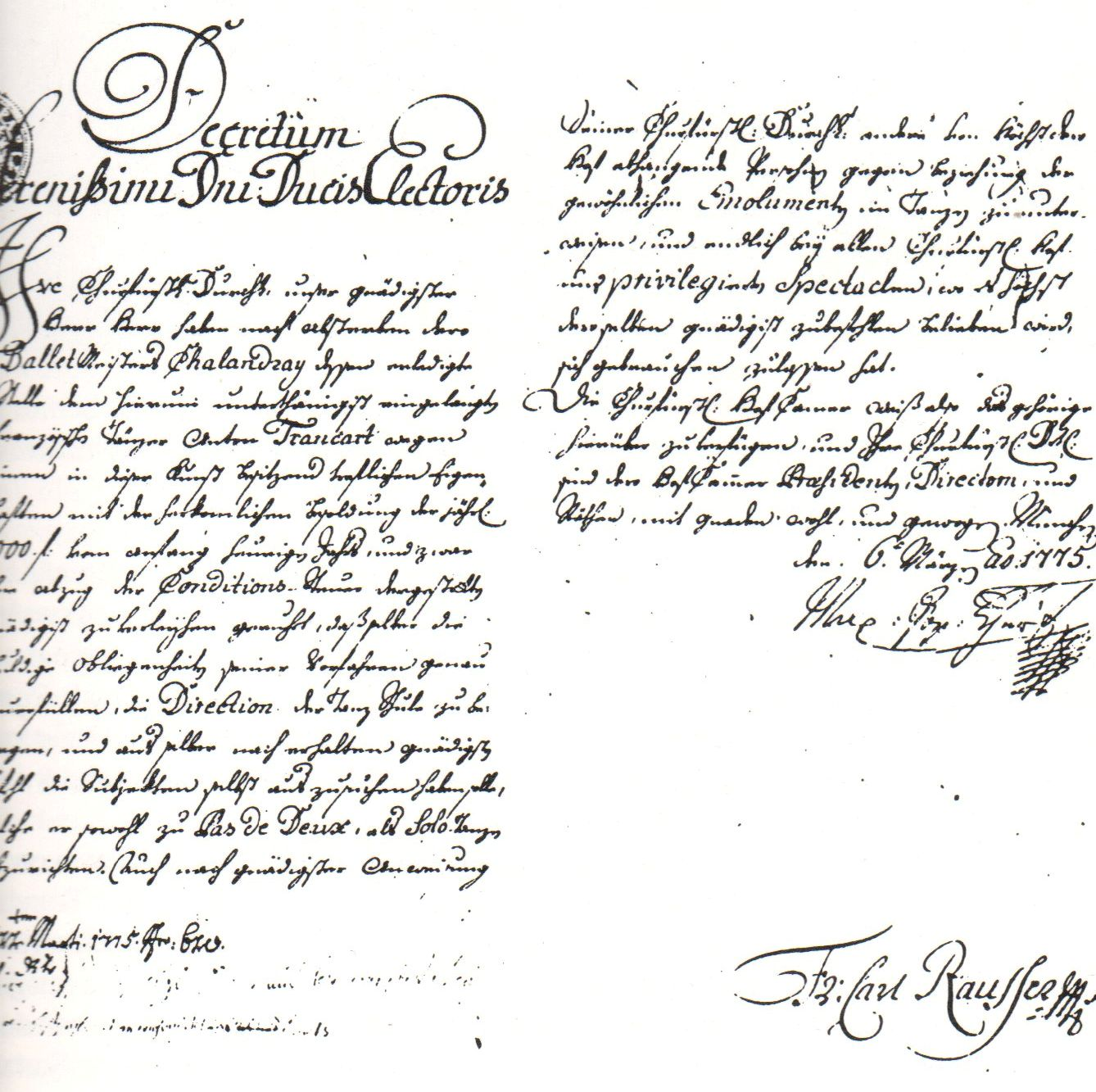
Antoine Trancarts Münchner Vertrag

Nancy Levier heiratete um 1772 den Franzosen Antoine Trancart und trat fortan unter dem Namen Maria Anna Trancart in Erscheinung.
Um den Jahreswechsel 1774/1775 verlor das Ballett in München seinen kurfürstlichen Ballettmeister Niklas Duboisson de Chalandray. Die Aufgaben des Verstorbenen wurden zunächst von Giuseppe Canziani übernommen, der aber bald nach Venedig abwanderte. Joseph Anton von Seeau setzte daher am 6. März 1775 auf dessen Bewerbung hin Antoine Trancart, der schon einige Zeit in München gewirkt hatte, als neuen Ballettmeister ein. Der Vertrag war allerdings für den damals 30 Jahre alten Trancart eher ungünstig. Wenige Wochen später, am 31. März 1775, erhielt aber auch seine Ehefrau ein Engagement in München, und zwar als Erste Tänzerin im Fach demi-charactère mit einem Jahresgehalt von 1000 Gulden und der Zusicherung der Weiterbeschäftigung mit „einer anderen, ihrem Talent entsprechenden Aufgabe“, falls sie später einmal nicht mehr tanzen könne. 
Die Trancarts traten in München zusammen mit Johann Peter Constant in La Ninfa spergiura, proteta per Amore auf, danach in Orpheus und Eurydica mit der Musik von Antonio Tozzi. Seeau glaubte, durch Antoine Trancart die Werke Noverres aus Stuttgart übernehmen zu können. Im Winter 1775/76 choreographierte Antoine Trancart im Residenztheater Medea und Jason nach Noverres Vorbild, wenn auch mit weniger Tänzerinnen und Tänzern, und ließ den Abend mit Die Eifersucht der Frauenzimmer des türkischen Kaisers schließen, das Noverre wenige Jahre vorher als Die fünf Sultaninnen in Wien gezeigt hatte. In Telemach auf der Insel der Calypso tanzte Maria Anna Trancart die Eucharis. 1776 war sie die Venus in Venus und Adonis. 

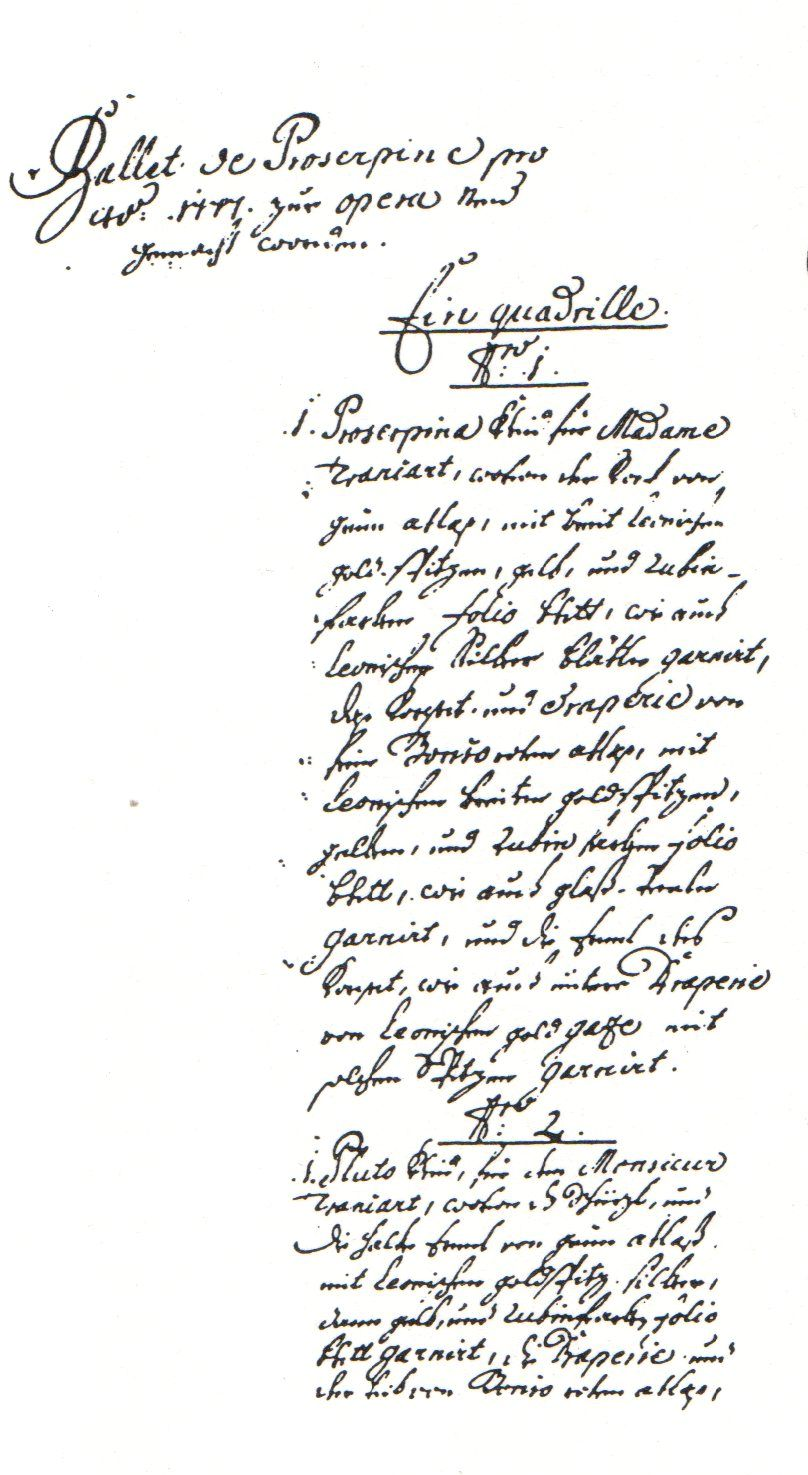
Beschreibung des Kostüms für Madame Trancart in Proserpina

1777 brachte Trancart den Raub der Proserpina auf die Bühne und hatte damit großen Erfolg. 
Der schmale Etat des Intendanten erlaubte es nicht, die Gagen der Trancarts entsprechend ihren Verdiensten zu erhöhen; einen Kompromiss stellte die vertragliche Zusicherung von „jährlich 8 paar Strümpf und Schuh, und zwar erstere höchstens zu 5 Fl. nebst 12 paar Handschuh und 6 Becherl Rouge“ sowohl für Madame als auch für Monsieur Trancart ab 1777 dar. Kurz darauf allerdings wurde den Trancarts in München gekündigt. 
Als 1778 Carl Theodor als Nachfolger des verstorbenen Kurfürsten Max Joseph III. von Mannheim nach München kam, brachte er sein Orchester, einen großen Teil des Theaterpersonals und unter anderem Étienne Lauchery mit, womit die Personalfragen in München zunächst geklärt waren. Wohin sich die stellungslos gewordenen Trancarts nun zunächst wandten, scheint nicht bekannt zu sein.
Das Ehepaar Trancart wurde 1790 als „Danseurs pour les Balletts d'Action“ am Pantheon verpflichtet; Antoine Trancart managte dieses Theater in der Saison 1791/92. Nachdem es am 14. Januar 1792 abgebrannt war, zog man ins Haymarket Theatre um. Nach 1792 verliert sich die Spur der Trancarts in London.